# Viktor Rydberg
Abraham Viktor Rydberg (i riksdagen kallad Rydberg i Göteborg), född 18 december 1828 i Jönköping, död 21 september 1895 i Djursholm, var en svensk författare, skald, journalist, språkvårdare, religionsfilosof, översättare, kulturhistoriker och tecknare.
Rydberg var en av Sveriges viktigaste författare under slutet av 1800-talet, mellan Carl Jonas Love Almqvist och August Strindberg. Bland de verk som fortfarande på 2000-talet är populära märks bland annat Singoalla och dikten "Tomten". Rydberg är även känd för dikten "Betlehems stjärna", som tonsattes av Alice Tegnér, och som inleds med orden "Gläns över sjö och strand". I samtiden väckte verk som Vapensmeden och "Den nya Grottesången" mycket uppmärksamhet.
Som översättare har han bland annat översatt Johann Wolfgang von Goethes Faust och Edgar Allan Poes dikt Korpen samt Heinrich Heines Die Loreley. Han var även ledamot av Svenska Akademien.

## Biografi

### Barndom och släktbeskrivning
Rydberg föddes i Jönköpings borggård 1828 som sjätte barnet och tredje sonen till slotts- och fångvaktmästaren Johan Rydberg och den barnmorskeutbildade Hedvig Kristina Duker. Den äldre brodern Carl August kom också han att bli poet.
Viktor Rydbergs far tillhörde en bondesläkt som ursprungligen burit soldatnamnet Frisk samt i flera släktled varit bosatt i Heljaryd Nederby i Rogberga socken, cirka 5 kilometer söder om Huskvarna. Släktnamnet togs av Viktor Rydbergs far efter Heljaryd. Fadern hette innan dess Frisk i efternamn. Modern hade sina rötter i Polen, där den äldsta kända stamfadern var Peder Jonson Duker (av Düker, lågtyska för dykare), född omkring 1528 och den svenska stamfadern var född i Småland vid 1500-talets slut.
Viktor Rydberg uttryckte stolthet över att tillhöra en gammal svensk bondestam, och i dikten Himlens blå skrev han under sitt sista år i livet att:
| ” | till ariskt blod, det renaste och äldsta, till svensk han vigdes av en vänlig norna. | „ |

Fadern hade som underofficer deltagit i 1808–1809 års krig och deltagit i slagen vid Sävar och Ratan och även i kriget på tysk mark 1813. Redan den 24 augusti 1834 dog modern i kolera, 39 år gammal. Dagen därpå avled även Rydbergs yngsta syster. Fadern blev helt nedbruten av sorg. Ibland gick han, överväldigad av sorg, med Viktor ut till graven och kastade sig över gravstenen. Där kunde far och son tillbringa hela nätter, gråtande och sörjande. På grund av sin sinnesförvirring kunde fadern inte längre sköta sin tjänst, vilken han lämnade 23 september 1834 i samband med att han beviljades en ettårig tjänstledighet. Han söp därefter ned sig och fick bo ensam hos en vårdarinna och därefter på en invalidinrättning. Barnen skingrades efter moderns död.
Rydbergs ljusaste minne från barndomens dagar förblev minnet av modern, och det följde honom genom livet. Han fick av henne inpräntat i sig "att man egentligen icke skall vara rädd för annat än att varda elak, att det egentligen icke finnes annan fara än den". Flera gånger hände det vid viktiga avgöranden att han tyckte sig höra modern ge honom råd.
Viktor Rydberg blev genom fattigvårdens försorg fosterbarn hos "hästläkarentrepreneuren" Daniel Skog och dennes fru i Jönköping. Familjen Skog flyttade snart till en gård på Västra förstaden, som dock brann vid den stora eldsvådan 21 augusti 1835. Rydbergs nya värdfolk blev slottsvaktmästare Blanks genom landshövdingskan Bergenstråhles försorg. Därefter vistades han några år hos Sara Ottergren (som inspirerade Rydberg till Lille Viggs äventyr på julafton) samt från 1839 som fosterson hos murmästaränkan Kristina Pettersson.
Hans förmyndare under åren, skomakareåldermannen J. Ahlstedt, stöttade Rydberg under de tidiga åren genom sin medverkan i fattigvårdsdirektionen. På sommaren 1841 upphörde hjälpen från fattigvården, och Rydberg fick som trettonåring börja försörja sig genom undervisning.

### Skolgång
Sin skolutbildning fick Rydberg först på Gustav Adolfsstugan där undervisningen bedrevs enligt Lancastermetoden, något han inte tyckte om, och från 1839 i Jönköpings högre lärdoms- och apologistskola och kort därefter bytte han till sin stora sorg hem. Av något obekant skäl beslöt hans förmyndare, skomakaren Ahlstedt, att inackordera honom hos en muraränka Kristina Pettersson, med vars son Viktor var skolkamrat, och från slutet av 1839 till 1845, alltså från hans tolfte till hans sjuttonde år, var han mantalsskriven hos henne som fosterson. Där trivdes han inte.
Från 1845 gick han Växjö gymnasium. Rydberg hade inte samma framgång med studierna i Växjö som han haft i Jönköping. Mycket berodde på hans ständiga ekonomiska bekymmer och att han vantrivdes med skolan och kamraterna. Pennalism var vanligt vid skolan. Sitt uppehälle fick Rydberg under Växjötiden ordna genom privatundervisning, och sommaren 1846 var han informator på Bergs gods hos en överstelöjtnant Charpentier. De ekonomiska bekymren tvingade dock Rydberg att redan på våren 1847 lämna gymnasiet, och i ett protokoll finns antecknat, att Rydberg "... anmält sig vilja från mellanringen avgå, dock utan undergången avgångsexamen".
Han skriver om skoltiden i Växjö: "Tyvärr tillbragte jag där två år, och de är de enda åren av min livstid som jag ser tillbaka på med verkligt obehag. Den invigning jag fick där i ynglingaålderns mysterier var sådan att jag ständigt längtade tillbaka till mitt glada, fantasisvärmande gosseliv bland ofördärvade jämnåriga i Jönköping. Först vid universitetet i Lund, i en krets av högsinnade och begåvade kamrater, återfann jag mig själv." Betecknande nog gick han bland kamraterna under namnet "fattiglappen". Både som gymnasist och som student fick han försörja sig med hjälp av vad han kunde förtjäna på privatlektioner, och ibland syntes det på honom att han led verklig nöd.

### Karriär
Åren 1847–1851 var Rydberg journalist på Jönköpingsbladet (JB) och Göteborgs Handels- och Sjöfartstidning (GHT) 1855–1876, i båda fallen under chefredaktör Johan Sandwall. I JB publicerades Rydbergs första romaner som följetonger: Vampyren (1848), Ett äventyr i Finska Skärgården (1850) och Positivspelarne (1850–1851). Under läsåret 1851–1852 tog Rydberg studenten som privatist i Lund och inledde studier i juridik, men utan att ta någon examen; tiden ägnades till stor del åt studentikost umgängesliv. De närmaste åren 1852–1855 försörjde han sig som informator, bland annat hos konsul S. A. Svalander i Göteborg på Känsö och kapten G. F. Ström på Kållandsö; han blev vän med den sistnämndes son Rudolf Ström. Han tänkte ett tag på att bli artilleriofficer eller ingenjör och funderade också på att utvandra till USA, dit hans båda äldre systrar redan flyttat.
Under åren 1855–1876 var han medlem av redaktionen för GHT; på 1870-talet var han utrikesredaktör, men skrev för övrigt allmänjournalistik. 
1860-talet var för Viktor Rydberg en tid av övervägande svårmod. Han hade väl ännu inte riktigt funnit sig själv, och det fanns också hjärteangelägenheter som rubbade hans själsjämvikt. Göteborgsluften var inte heller den bästa tänkbara. I ett brev till Sturzen-Becker på våren 1859 skriver han melankoliskt om sitt "eremitliv i Göteborg bland nedtryckande, själsfördärvande träskdimmor och andra en skytisk atmosfärs eländighet". 1855–60 bodde han i gamla Sahlgrenska sjukhuset på  Östra hamngatan, där GHT då hade sitt tryckeri. Huset har sedan blivit ombyggt till poliskammare. Hans rum hade tidigare använts till likbod för sjukhuset och brukade fortfarande benämnas likrummet. I denna kammare satt Viktor Rydberg och skrev sina berömda romaner och en god del av sin ungdomslyrik.
Det var också upprivande för Rydberg att höra sig utropas som "varg i veum", som "otroshjälte, ateist och sannings-vrängare". Denna melankoliska stämning verkade nedsättande på hans arbetslust. Han kände ingen håg för skönlitterär alstring och klagade över att han, som annars var en så rapp tidningsman, nu saknade energi även till de enklaste göromål.
Han fick från 1862 bo hos sin gode vän och GHT:s chefredaktör S. A. Hedlund. I detta hem öppnades åter hans ögon för livets ljusa sidor. Från Stockholm skrev Rydberg en gång till Hedlund: "Själv gläder jag mig vid tanken, att jag nästa julafton åter skall befinna mig i din familj, den enda krets, där jag icke känner mig som en främling och en gäst på jorden, och där icke jorden förekommer mig som en ödslig och oeldad hållstuga under en kall vinterdag."
Förutom i GHT var Rydberg en tid medarbetare i skämttidningen Tomtebissen.
Vid första allmänna kyrkomötet 1868 i Stockholm var Rydberg ombud. 1870–1872 var han riksdagsledamot i andra kammaren, närmast med anslutning till Lantmannapartiet.
År 1874 gjorde Rydberg sin första stora utlandsresa, till Frankrike, Italien och Tyskland; reserapporter publicerades i GHT. Rydbergs norske vän Bjørnstjerne Bjørnson uppmanade S. A. Hedlund att låta Rydberg sluta på GHT för att kunna koncentrera sig på värdefullare författarskap. Så skedde, till Rydbergs egen stora förtrytelse; han behövde växelbruket. Under åren 1876–1880 var författaren föreläsare i filosofi och kulturhistoria vid Göteborgs undervisningsfond (numera Göteborgs universitet).

### Djursholmstiden

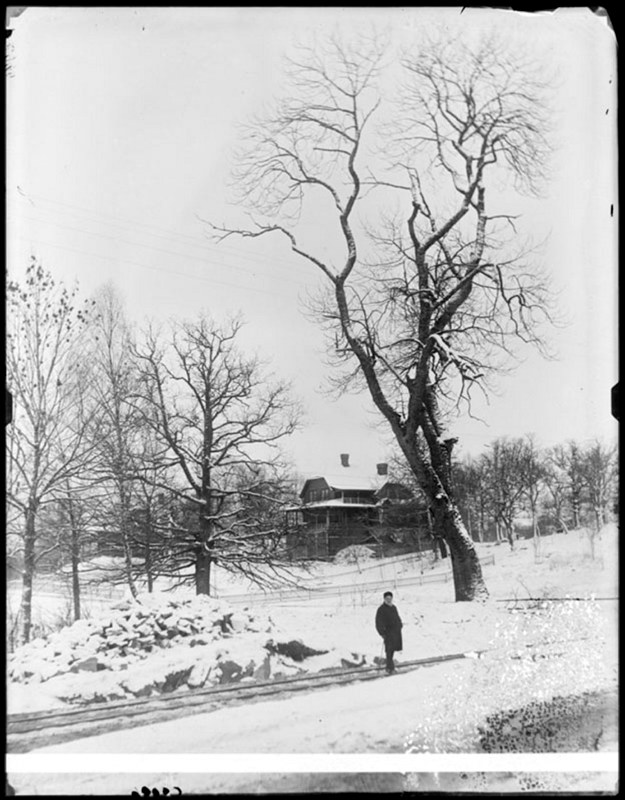
Villa Ekeliden, Viktor Rydbergs bostad i Djursholm.

Den 14 mars 1879 gifte sig Viktor Rydberg – vigseln förrättades av hovpredikant Erik Klingstedt (1843–1917) – i Göteborg med Susen Emilia Hasselblad (1849–1932), dotter till Fritz Victor Hasselblad och Susanna, född Kjellberg. Paret fick inga barn.
År 1890 flyttade paret Rydberg till den år 1889 grundade villastaden Djursholm, strax norr om Stockholm. De bosatte sig i det nybyggda huset Villa Ekeliden. Viktor Rydberg blev snart engagerad i samhällets kulturliv. Han blev också inspektor för ortens nyinrättade skola, som senare kom att kallas Djursholms samskola och som de första åren höll till i lokaler i Djursholms slott.
Under tiden i Djursholm skapade Rydberg ett av sina mest kända verk, dikten Betlehems stjärna, som tonsattes av en annan av de tongivande kulturprofilerna i det tidiga Djursholm, Alice Tegnér. Betlehems stjärna, som även kallas Gläns över sjö och strand, framfördes första gången vid en julavslutning i Djursholms samskola.

### Död och eftermäle

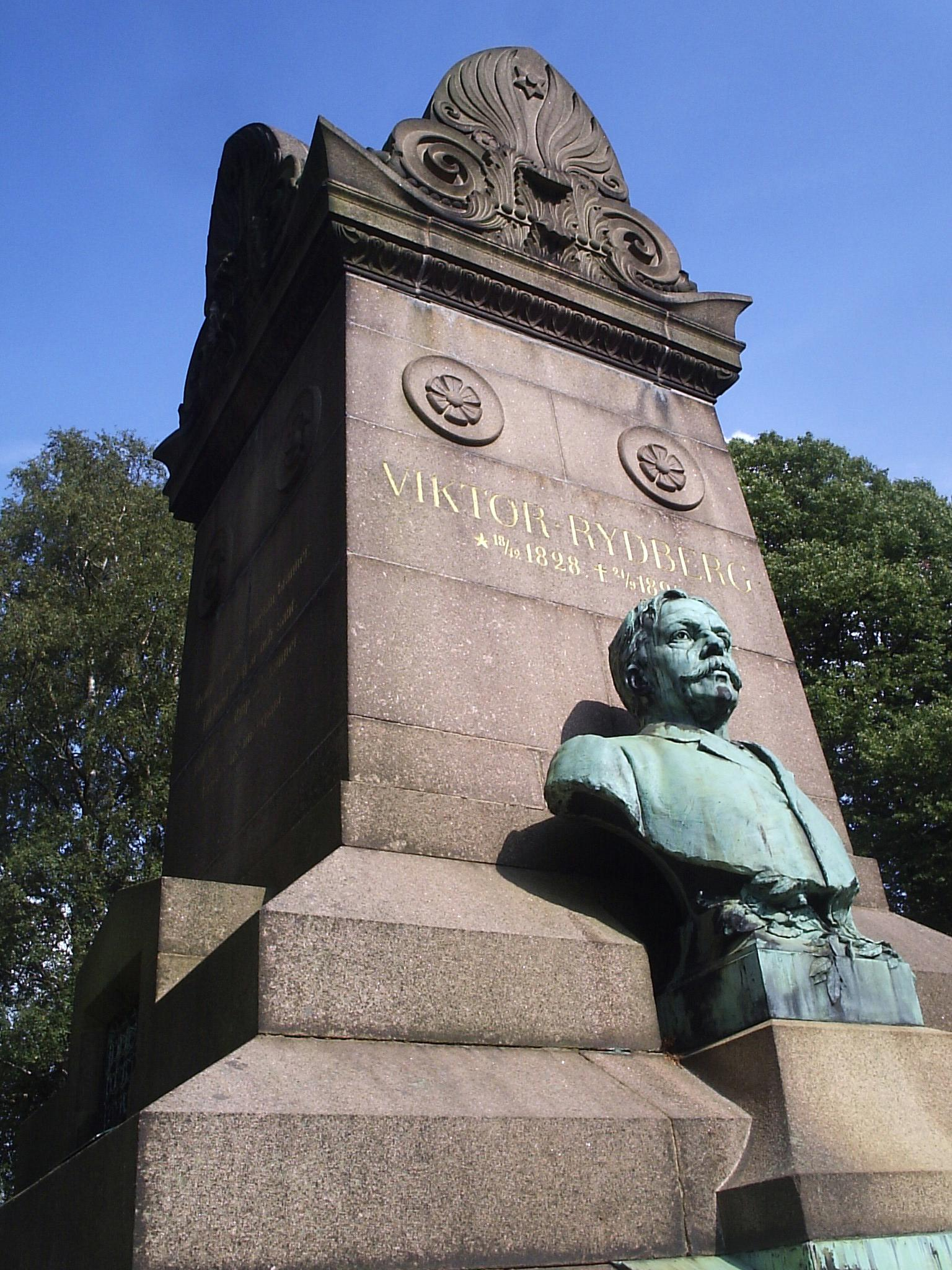
Viktor Rydbergs gravvård på Östra kyrkogården i Göteborg.

Efter en kort tids sjukdom avled han den 21 september 1895 i sin bostad Villa Ekeliden på Djursholm. Det var åderförkalkning, förenad med diabetes, som ledde till döden efter endast några få dagars allvarligt illamående. Tidigare hade dock ett par varnande förebud kommit i form av kongestioner åt hjärnan, svår ångest och andra symtom på överansträngning. Bara veckor före sin död hade Rydberg publicerat uppsatsen Den hvita rasens framtid, där han uttryckte oro för de europeiska folkens och den västerländska civilisationens degenerering.
Han jordfästes i Klara kyrka i Stockholm och gravsattes på dåvarande Nya begrafningsplatsen (Östra kyrkogården) i Göteborg. Viktor Rydberg-mausoleet invigdes 21 september 1900. Mausoleet ritades av Hans Hedlund och arbetet utfördes av firman Liepe & Son. Bysten av Viktor Rydberg är utförd av skulptören John Börjeson och gjuten 1898 vid Meyers konstgjuteri. Av korrespondens mellan begravningsprästen och änkan framgår att man inte hade respekterat den avlidnes sista vilja i fråga om hur begravningen skulle gå till. Vad han velat är okänt.
Viktor Rydbergs gravvård finns på Östra kyrkogården i Göteborg.
Viktor Rydberg hade de sista åren av sitt liv bott i Villa Ekeliden på Djursholm. Fastigheten donerades efter hans död i september 1895 till författaren Elsa Beskow och hennes make teologen Natanael Beskow. De flyttade några år därefter in i Villa Ekeliden och bodde där till 1947. Villan revs några år senare.
Villa Ekelidens arbetsrum med inredning och bibliotek skänktes till Nordiska museet. Doktor Artur Hazelius hade uttalat en önskan att för Nordiska museet förvärva inredningen i arbetsrummet på Ekeliden, i avsikt att inom museet anordna en noggrann kopia av detta rum. 1902, sju år efter Viktor Rydbergs död, skrev hustrun Susen Rydberg ett gåvobrev till Nordiska museet om att förvärva inredningen i arbetsrummet på Ekeliden. 1918 beslutades att Rydbergs arbetsrum skulle ställas upp i en provisorisk byggnad på Skansen och året därpå öppnades arkitekten Ragnar Hjorths nybyggda paviljong, belägen intill Sagaliden på Skansen. Paviljongen, som inrymde Viktor Rydbergs arbetsrum, stod färdig 1918 och togs i bruk under 1919 genom inflyttning dit av de till museet skänkta föremålen, möbler, prydnadsföremål och det stora biblioteket, vilket allt inordnades under ledning av professorskan Susen Rydberg.
Hans Hedlund gav i en artikel från 1920 en bild av Rydberg: En gestalt något över medellängd, väl byggd med välvt bröst, ett stort huvud med kraftig, något tung ansiktsbildning, under de stålgrå ögonen med deras skiftning i brunt ett par påsar, som på egendomligt sätt vittnade om nattvak och tankeansträngning. Hållningen värdig och lugn, klädseln vårdad, nästan elegant. Det händer, att han tar emot oss med en blick av mörk underkastelse – vi ha stört honom i något arbete. Men har den besökande något av intresse att komma med eller synes han vara i verkligt behov av råd eller hjälp, ljusnar blicken, och båda delarne komma efter förmåga.

## Författarskap
Rydberg var en av Sveriges viktigaste författare under slutet av 1800-talet, mellan Carl Jonas Love Almqvist och August Strindberg. Några av hans mest berömda verk är Singoalla och dikten Tomten. Rydberg är även känd för dikten Betlehems stjärna, som tonsattes av Alice Tegnér, och som inleds med orden "Gläns över sjö och strand". Rydberg var mycket intresserad av magi och förkristna trosföreställningar, och skrev bland annat boken Medeltidens magi, Studier i germansk mytologi med sammanfattningen Fädernas gudasaga. Han skrev också förordet till Asiens ljus, Victor Pfeiffs svenska översättning av Edwin Arnolds Light of Asia. Svenska avdelningen av Teosofiska Samfundet grundades i Rydbergs hem på Djursholm. Han själv var aldrig medlem.
Rydberg blev både berömd och kritiserad för Bibelns lära om Kristus, en bok som förnekade Treenighetsläran och avvisade Kristi gudom, där han hävdade att Jesus främst var en idealmänniska och inte gudomlig. Han baserade sig bland annat på Henoks bok. Bibelns lära om Kristus utkom 1862, då Sverige ännu inte hade full religionsfrihet. Rydberg förespråkade religionsfrihet och Svenska kyrkans skiljande från svenska staten.
Som översättare har han bland annat översatt Johann Wolfgang von Goethes Faust och Edgar Allan Poes dikt Korpen samt Heinrich Heines Die Loreley.
År 1886 utkom första delen av Undersökningar i germanisk mythologi. Andra delen utkom 1889. Här diskuterar Rydberg ariernas (med vilka han avser indoeuropéernas) urhem, myten om världens, gudarnas och människosläktets upphov, som enligt den fornnordiska mytologin ändade i Ragnarök och världsförnyelsen, samt huruvida den fornisländska dikten Völuspá var påverkad av kristendomen.

## Tecknaren
Rydberg var själv en duktig tecknare utan att ha några konstnärliga anspråk. Hans mest kända alster är ett exlibris med motiv från hemstaden Jönköping som finns i en anteckningsbok som han använde under en resa till Norge 1858. I boken finns ett självporträtt, porträtt av resekamraterna och ett flertal landskapsbilder som senare återutgavs i boken En vandring i Norge. Delar av hans konst visades på utställningen Svenska författare som konstnärer som visades på Skånska konstmuseum och på Norrköpings konstmuseum 1958. Rydberg finns representerad med teckningar vid Nationalmuseum i Stockholm. 

## Priser och utmärkelser

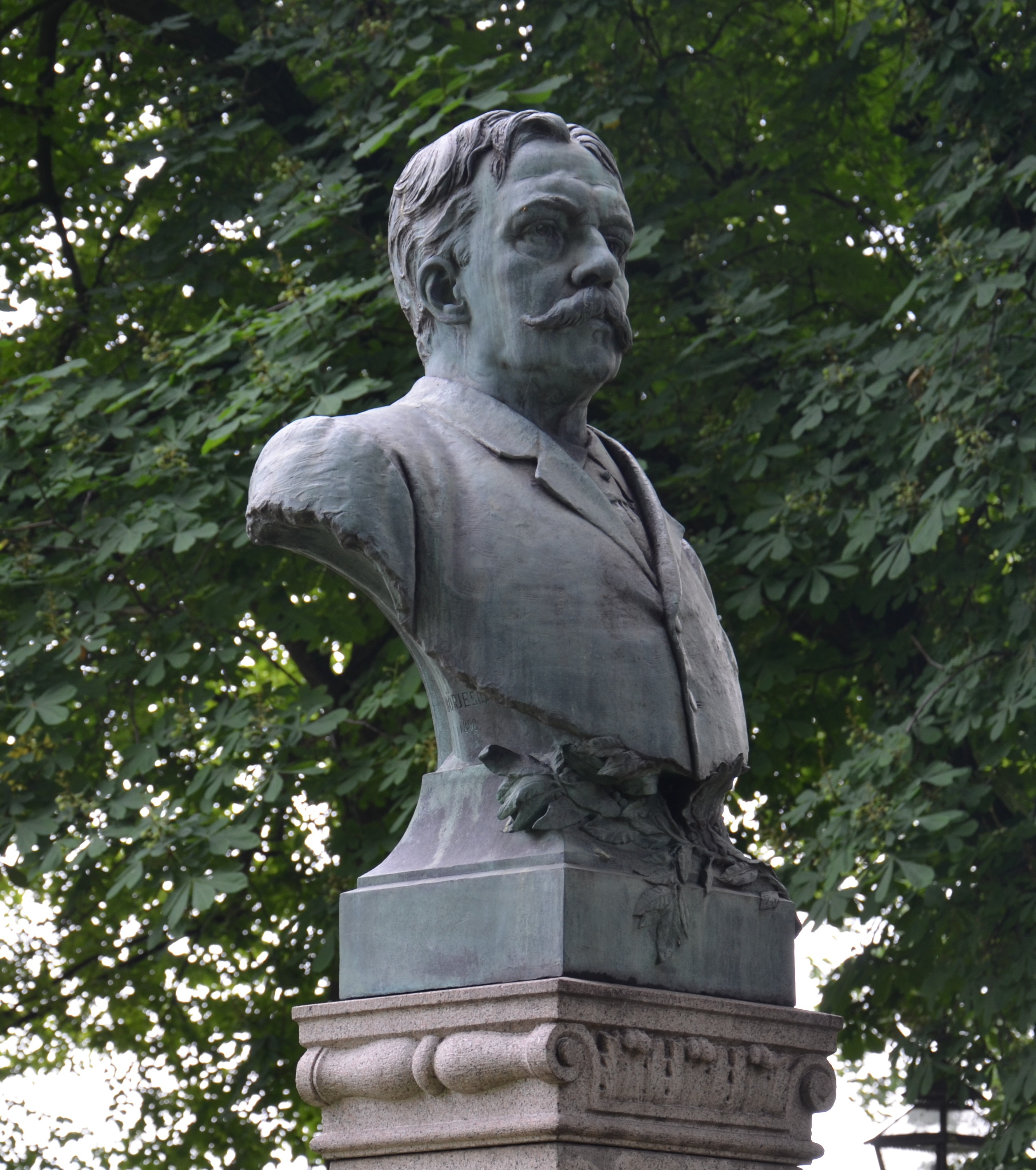
John Börjesons byst av Viktor Rydberg i Rådhusparken i Jönköping.

Viktor Rydberg blev filosofie hedersdoktor i Uppsala, vid universitetets 400-årsjubileum 1877. Till det tillfället skrev han "Jubelfestkantaten". Han invaldes i Svenska Akademien efter C.V.A. Strandberg samma år.
År 1884 utnämndes han till professor i kultur- och konsthistoria vid Stockholms högskola. Professuren var den första i landet i detta ämne, och hade inrättats för honom året innan av hans vän Johan Adolf Berg. Viktor Rydberg var, förutom ledamot i Svenska Akademien, även ledamot i Vetenskapsakademien sedan 1889, samt sedan 1887 hedersledamot i Akademien för de fria konsterna. Han blev riddare av Nordstjärneorden 1 december 1879.
Den 15 april 1890 blev Rydberg ledamot i Kungliga Vitterhets Historie och Antikvitets Akademien.
Rydberg tilldelades 1877 Letterstedtska priset för översättningen av Goethes Faust.

## Bilder

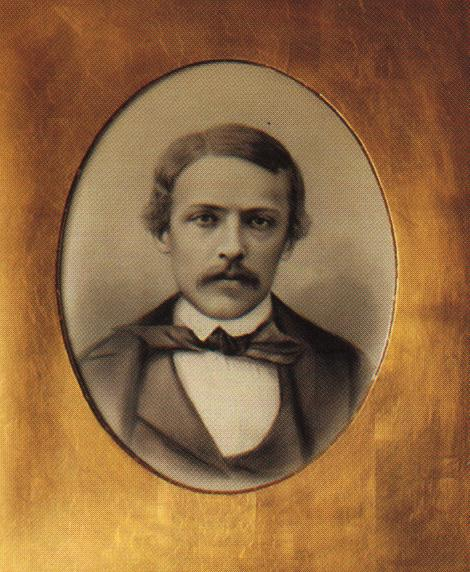
Viktor Rydberg år 1858.
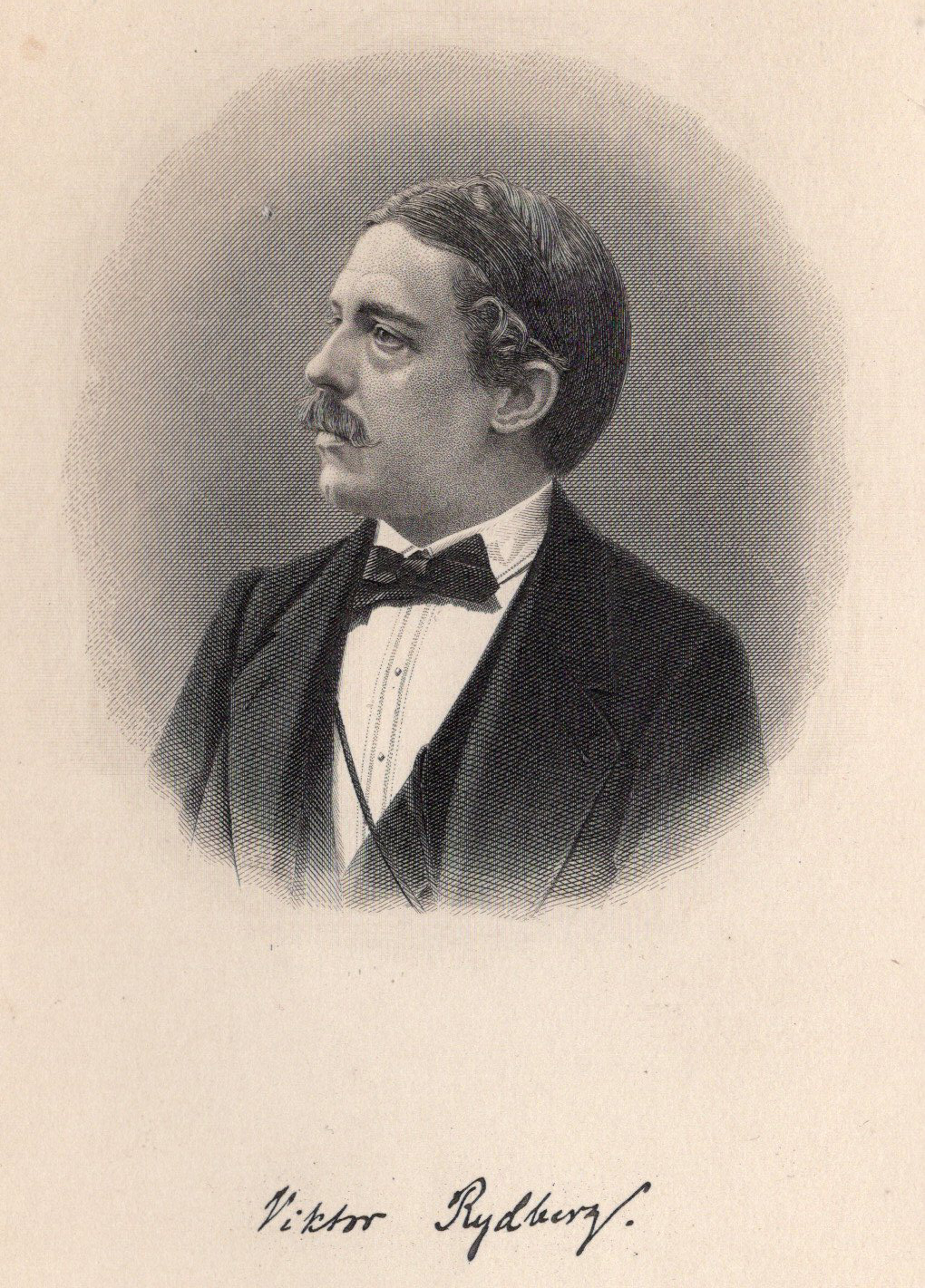
Viktor Rydberg med underskrift innan är 1877.
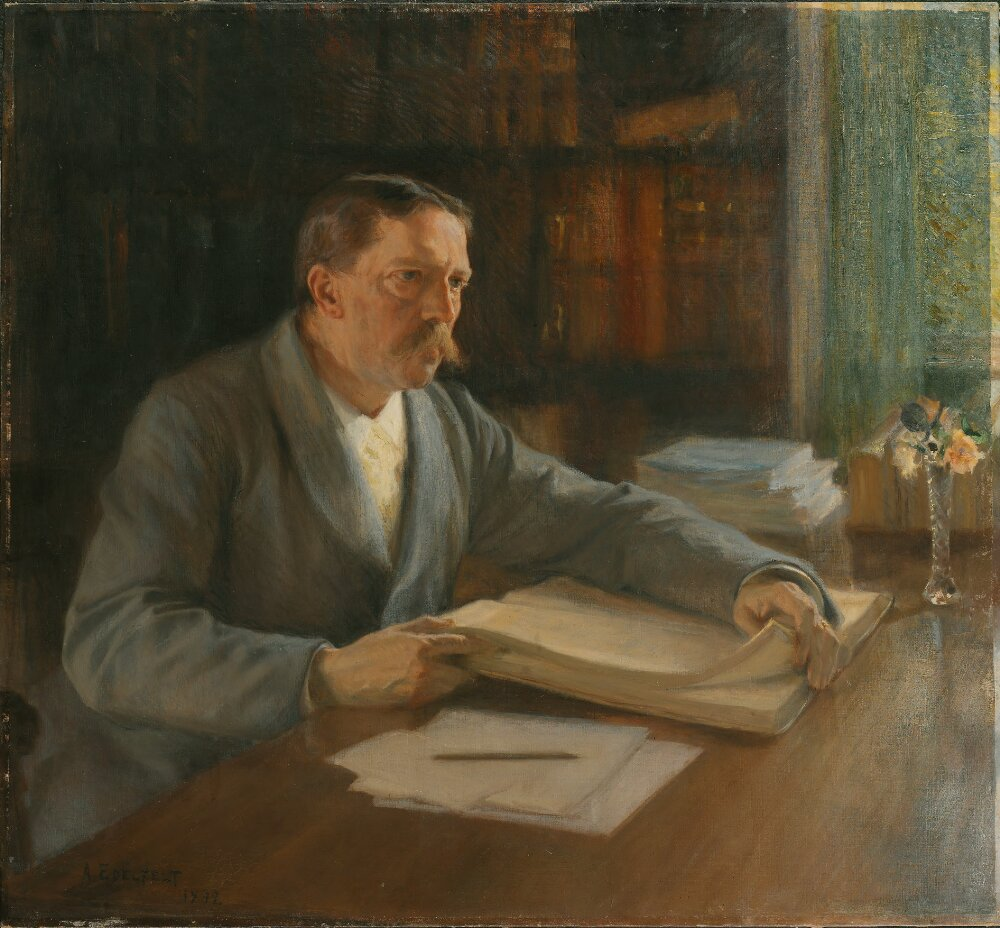
Viktor Rydberg målad av Albert Edelfelt år 1892.

### Prosa
- Fribytaren på Östersjön: svenskt original. Göteborg: Köster. 1857. Libris 8396181, fulltext hos Litteraturbanken
- Den siste athenaren. Göteborg. 1859. Libris 479295, fulltext hos Litteraturbanken
- Singoalla. Stockholm: Lamm. 1865. Libris 3021673. http://litteraturbanken.se/#!forfattare/RydbergV/titlar/Singoalla/info/etext Fulltext hos Litteraturbanken
- Lille Viggs äfventyr på julafton. Göteborg: Torsten Hedlund. 1875. Libris 2118786 – Illustrationer av Jenny Nyström. Faksimil och fulltext hos Litteraturbanken
- Vapensmeden : (hägringar från reformationstiden). Stockholm: Bonniers. 1891. Libris 23312 – Faksimil hos Litteraturbanken
- De vandrande djäknarne : bondhistoria af "Agricola". Stockholm: Bonniers. 1896. Libris 1663754 – Faksimi hos Litteraturbanken
- Grubblaren.. Stockholm: Bonniers. 1900. Libris 1663756 – Faksimil efter originalmanuskriptet.
- Positivspelarne. Uppsala: Lindblad. 1957. Libris 2324722 – Författad 1851. – Utgiven av Hans Lindström.
- Vampyren. Uppsala: Lindblad. 1957. Libris 2323480. http://litteraturbanken.se/#!forfattare/RydbergV/titlar/Vampyren/etext – Författad 1848. – Utgiven av Hans Lindström.

### Poesi
- Den flygande Holländaren (dikt). Göteborg: Handelstidningen. 1878. Libris 10255169
- Skogsrået : [dikt]. Göteborg. 1877. Libris 10255185 – Faksimil hos Litteraturbanken
- Träsnittet i psalmboken : en gammal skolkamrat förtäljer. Göteborg. 1878. Libris 10255197 – Dikt undertecknad V. R.
- Dikter : första samlingen. Stockholm: Bonniers. 1882. Libris 501443 – Innehåller 34 dikter, de flesta från 1875–1878 och 1880–1881. Faksimil hos Litteraturbanken
- Snöfrid : ballad. Luleå. 1890. Libris 10255189 – Faksimil hos Litteraturbanken
- Dikter : andra samlingen. Stockholm: Bonniers. 1891. Libris 501444 – Innehåller 21 dikter, bland annat Den nya Grottesången, de flesta från samma eller föregående år. Faksimil hos Litteraturbanken
- Barndomspoesien : dikt. Stockholm: Samson & Wallin. 1893. Libris 1625903 – Faksimil hos Litteraturbanken

### Översättningar

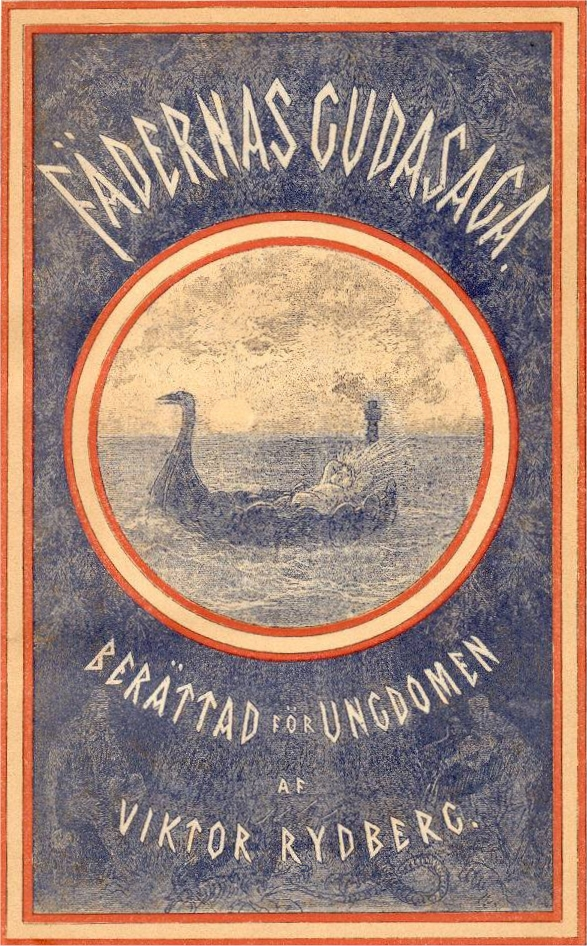
Fädernas gudasaga med John Bauers omslag.

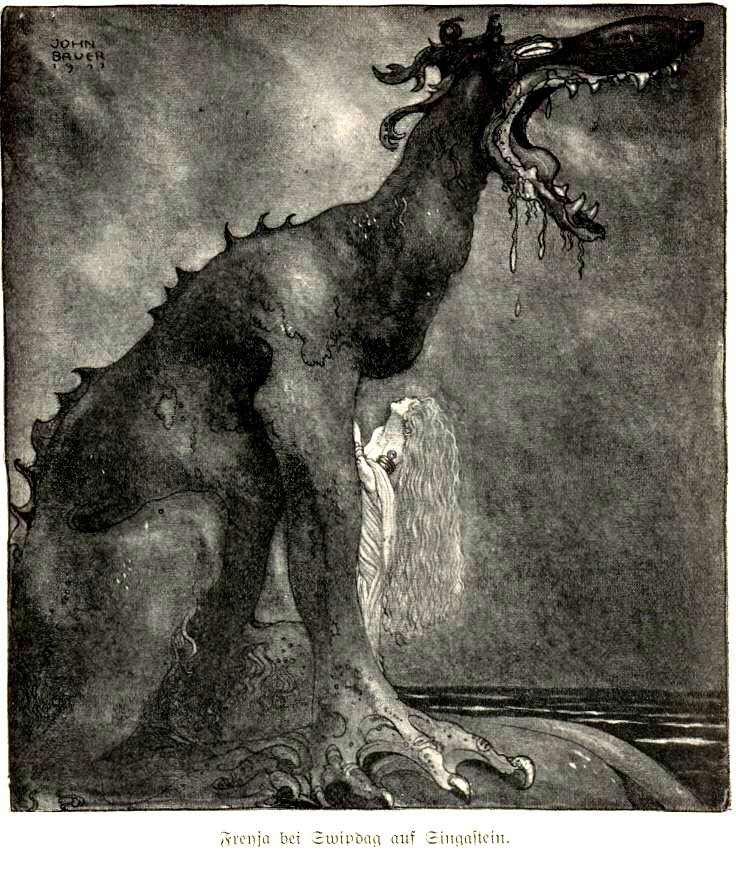
Svipdag förvandlad, illustration 1911 av John Bauer för Viktor Rydbergs Fädernas gudasaga.

- Goethe, Johann Wolfgang von (1876). Faust : sorgespel. Stockholm: Bonniers. Libris 1597334. Översättning av Viktor Rydberg – faksimil hos Litteraturbanken

### Samlade skrifter och urval

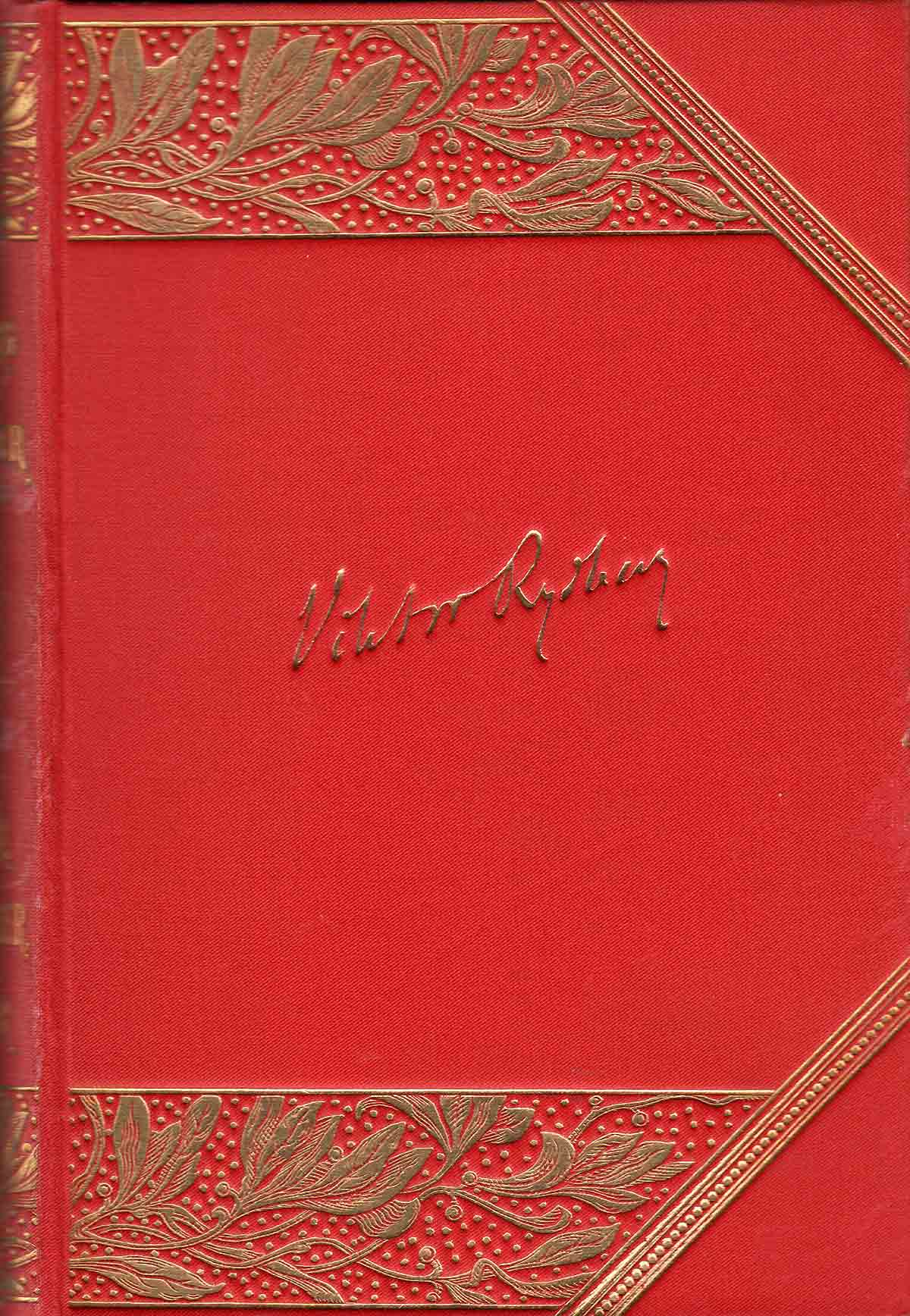
Klotband till Rydbergs Skrifter.

- Skrifter. Stockholm: Bonniers. 1896–1899. Libris 8200315 – Utgivna och kommenterade av Karl Warburg i 14 band.
  -  1, Dikter. 1899. Libris 112987. https://runeberg.org/rydbdikt/
  -  2, Faust och Fauststudier. 1897. Libris 112988. https://runeberg.org/faust/
  -  3, De vandrande djäknarne. ; Singoalla. 1919. Libris 112963 – Fulltext i Projekt Runeberg: De vandrande djäknarne, Singoalla.
  -  4, Fribytaren på Östersjön. 1896. Libris 112990. https://runeberg.org/fribyt/
  -  5, Den siste athenaren, 1. 1898. Libris 112998. https://runeberg.org/atenaren/
  -  6, Den siste atenaren, 2. 1919. Libris 1575013. https://runeberg.org/atenaren/
  -  7, Vapensmeden. 1896. Libris 112991. https://runeberg.org/vapnsmed/
  -  8, Sägner, berättelser och skizzer. 1897. Libris 112992. https://runeberg.org/rydbsagn/
  -  9, Romerske kejsare i marmor samt andra uppsatser i konst. 1897. Libris 112993. https://runeberg.org/romerske/
  -  10, Bibelns lära om Kristus. 1897. Libris 112994. https://runeberg.org/blok/
  -  11, Medeltidens magi ; Jehovahtjänsten hos Hebréerna före Babyloniska fångenskapen ; Urpatriarkernas släkttafla i Genesis och tidräkningen hos "de sjuttio uttolkare". 1896. Libris 113001. https://runeberg.org/magi/
  -  12, Fädernas gudasaga ; Sibyllinerna och Völuspa ; Astrologien och Merlin ; Hjältesagan å rökstenen. 1898. Libris 112995. https://runeberg.org/gudasaga/ Arkiverad 12 oktober 2013 hämtat från the Wayback Machine.
  -  13, Varia : filosofiska, historiska, språkvetenskapliga ämnen. 1898. Libris 112996. https://runeberg.org/rydvaria/
  -  14, Varia : tal; valda uppsatser och anföranden i kyrkliga, teologiska, politiska och strödda ämnen. 1899. Libris 112997. https://runeberg.org/rydvaria/
- Skrifter. Stockholm: Bonniers. 1945–1946. Libris 1345678 – Utgivna med inledningar och kommentarer av Ingemar Wizelius i 12 band. Kompletterar på vissa punkter Warburgs utgåva ovan.
  -  1, Dikter. 1945. Libris 1345679
  -  2, Faust och Fauststudier. 1945. Libris 1345680
  -  3-4, Fribrytaren på Östersjön : d. 1-2. 1945. Libris 1345681
  -  5-6, Den siste atenaren : bok 1-2. 1945. Libris 1345682
  -  7, Singoalla ; De vandrande djäknarne. 1945. Libris 1345683
  -  8, Vapensmeden : hägringar från reformationstiden. 1945. Libris 903805
  -  9, Sägner, berätteler och skisser. 1945. Libris 1345685
  -  10, Romerske kejsare i marmor. 1945. Libris 1345686
  -  11, Konst och litteratur : tal och uppsatser. 1946. Libris 1345687
  -  12, Kultur och politik : artiklar och anföranden. 1946. Libris 1345688
- Viktor Rydbergs Singoalla. Svenska författare utgivna av Svenska vitterhetssamfundet, 0346-7864 ; 18. Stockholm: Bonniers. 1941–1968. Libris 111273. http://litteraturbanken.se/#!forfattare/RydbergV/titlar/SingoallaSVS/faksimil – Utgiven av Ingemar Wizelius. (Svenska författare utgivna av Svenska vitterhetssamfundet,0346-7864 ;18).
- Vår dröm är frihet: en Viktor Rydbergbok. Stockholm: Rabén & Sjögren. 1973. Libris 7232642. ISBN 91-29-40499-1 – Inledning och urval av Hans Granlid.
- Sagan om svärdet: grunddragen av ett mytologiskt epos från den germaniska hedendomens sista årtusende. Höganäs: Wiken. 1993. Libris 7605534. ISBN 91-7119-470-3 – Utgiven av Lars Krumlinde i samarbete med Viktor Rydberg-sällskapet.
- Våra favoriter bland Viktor Rydbergs dikter. Absalon (Lund), 1102-5522 ; 26. Lund: Språk- och litteraturcentrum, Lunds universitet. 2008. Libris 11225526. ISBN 978-91-88396-26-6 – Redaktör: Birthe Sjöberg.
- Den politisk-satiriske Viktor Rydberg: Tomtebissen 1857. Hedemora: Möklinta. 2009. Libris 11331508. ISBN 978-91-7844-781-7 – Utgivare: Birthe Sjöberg.